# Hawk Mountain
Hawk Mountain är ett berg i Kanada.   Det ligger i provinsen Alberta, i den centrala delen av landet, 3 100 km väster om huvudstaden Ottawa. Toppen på Hawk Mountain är 2 553 meter över havet, eller 592 meter över den omgivande terrängen. Bredden vid basen är 3,4 km. Hawk Mountain ingår i Jacques Range.
Terrängen runt Hawk Mountain är bergig västerut, men österut är den kuperad. Runt Hawk Mountain är det mycket glesbefolkat, med 5 invånare per kvadratkilometer.. Närmaste större samhälle är Jasper Park Lodge, 14,4 km söder om Hawk Mountain.
Trakten runt Hawk Mountain består i huvudsak av gräsmarker.